# Frenchman’s Bend
Koordinaten: 32° 38′ 13,6″ N, 92° 2′ 37,8″ W
Frenchman’s Bend ist ein archäologischer Fundort aus der mittleren archaischen Periode nördlich von Monroe im Ouachita Parish des US-Bundesstaates Louisiana. Dabei handelt es sich um ein komplexes Erdwerk aus fünf als Mounds bezeichneten künstlichen Erdhügeln, ähnlich der mit elf Mounds auf einer größeren Fläche noch wesentlich komplexeren, etwa gleichzeitigen Fundstelle Watson Brake rund 35 km südlicher.
Der Fundort ist nach einer Flussschleife des Black Bayou benannt, in der er liegt.

## Beschreibung
Der höchste Mound wurde von Raubgräbern mit einem Bulldozer weitgehend zerstört, so dass für eine wissenschaftliche Untersuchung der Anlage teilweise nur eine Rettungsgrabung möglich war. Vier der fünf Mounds lagen entlang einer Geländekante, der fünfte und zweithöchste etwas abseits. Der höchste Mound war ursprünglich wohl vier bis fünf Meter hoch. Der dritthöchste wurde unzerstört angetroffen und mit 1 Meter 60 gemessen. Das Gesamtvolumen aller Mounds beträgt etwa 3600 m³ – oder eineinhalb olympische Schwimmbecken. Dieses Volumen konnte eine Gesellschaft auf dem Niveau der mittleren archaischen Periode ohne weiteres in überschaubaren Zeiträumen aufbauen. Die Anlage wurde mit Hilfe der Radiokohlenstoffdatierung auf einen Zeitraum zwischen 3500 und 3000 v. Chr. datiert.
Die Bewohner von Frenchman’s Bend ernährten sich weit überwiegend von Fisch mit rund 90 % der identifizierbaren tierischen Nahrungsreste. Weitere Nahrungsmittel waren Süßwassermuscheln und -schnecken, Rehwild und Kleinsäuger. Pekannüsse und Hickory sind als pflanzliche Nahrung nachgewiesen, der Verzehr der Wurzeln von Zürgelbäumen und Gänsefüßen wird angenommen. Unter den Mounds wurden Pfostenlöcher gefunden, die auf einfache Zeltkonstruktionen hindeuten. Die Mounds wurden in mehreren Etappen aufgeschüttet und weiter erhöht. Eine detaillierte Untersuchung ergab, dass in den Mounds ehemalige Oberflächen enthalten sind, die als Wohnplatz benutzt wurden, bevor der Mound weiter gebaut wurde. Insbesondere wurden in mehreren Mounds Feuerstellen gefunden, zusammen mit Tonobjekten, die vermutlich zum Erhitzen von Speisen verwenden wurden. Steingeräte waren ausschließlich aus lokalem Material, es gibt keine Hinweis auf den Austausch von oder Handel mit Steinen oder anderen Objekten. Einzelne Steinperlen wurden im Umfeld der Anlage gefunden, darunter eine aus Jaspis.
Frenchman’s Bend war ein Wohnplatz von egalitären Jägern, Sammlern und Fischern, die noch keine gesellschaftlichen Schichten ausgebildet haben. Seine Mounds gehören mit den anderen mittel-archaischen Moundanlagen im Umfeld des unteren Mississippi River zu den ältesten Bauten Amerikas.
Die prähistorische Anlage liegt heute am Rand einer Wohnsiedlung, benachbart zu einem Golfplatz. Der Staat Louisiana hat bei der Bebauung des Gebietes 2001 den Betreibern der Anlage Vorschriften zum Schutz und zum Zugang dieser Stätte von nationaler historischer Bedeutung auferlegt.